# Verbena verecunda
Verbena verecunda — вид трав'янистих рослин родини Вербенові (Verbenaceae), поширений на півночі Мексики й на півдні США.

## Поширення
Поширений на півночі Мексики й на півдні США.